# Puente Resbalón
El puente Resbalón está ubicado en el sector poniente de la ciudad de Santiago, y que conecta a las comunas de Renca y Cerro Navia a través de las calles Vicuña Mackenna y Profesor Darío Salazar, respectivamente.
Cabe destacar que no son dos puentes; se está unificando erróneamente con el puente Petersen. Integra y permite el tránsito entre el sector poniente y norte de Santiago. Cruza hacia la calle Vicuña Mackenna en Renca. En sentido sur-norte desde calle Profesor Darío Salazar con intersección en la Costanera Sur en Cerro Navia. Años atrás el puente contaba con tránsito en ambos sentidos al igual que la calle Profesor Darío Salazar, hasta la construcción del puente Petersen modificando el plano, principalmente en Renca, ayudando a mejorar la conexión con la autopista Costanera norte.